# Charles-Antoine Coypel

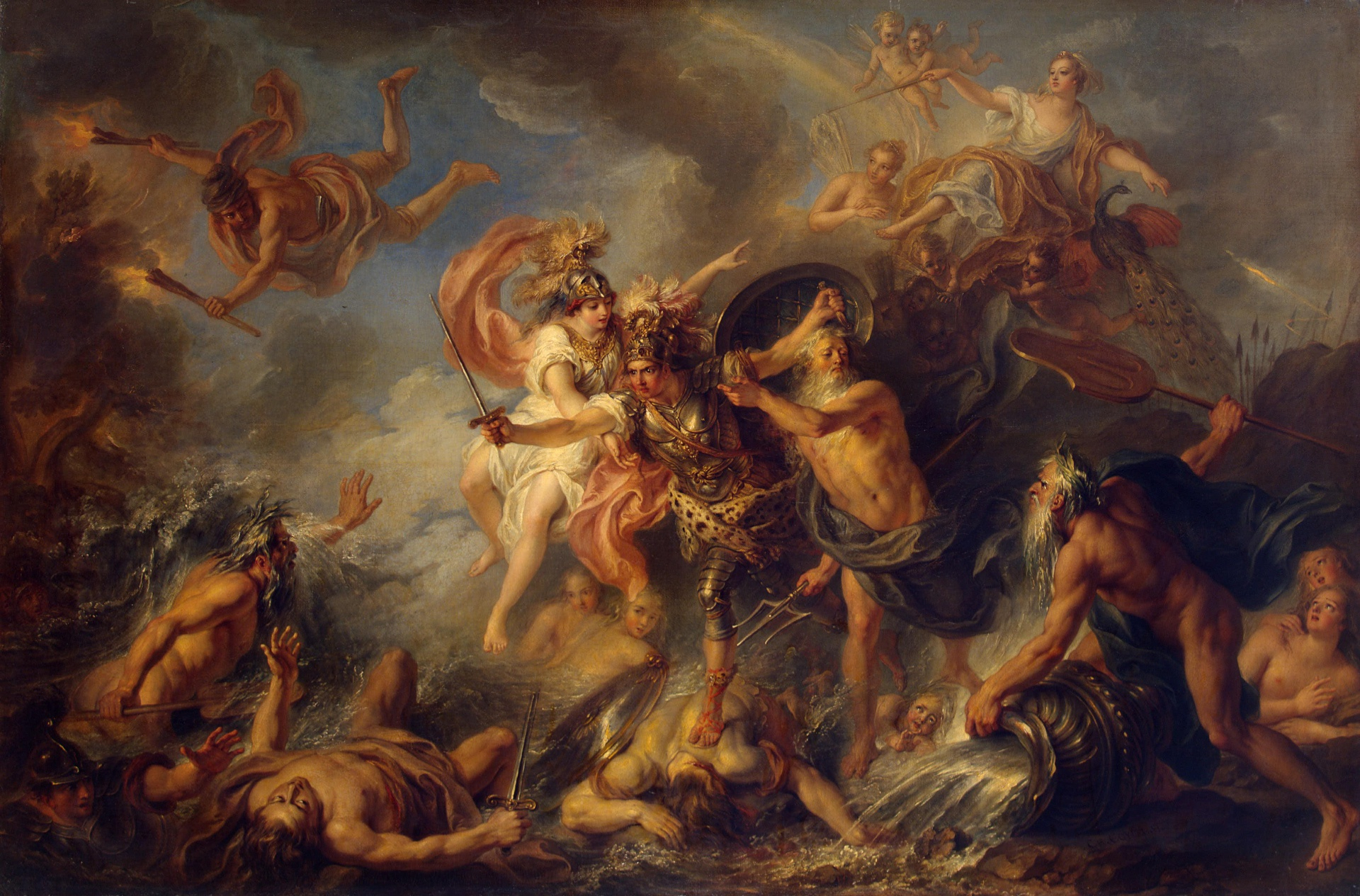
Furia Achillesa (1737)

Charles-Antoine Coypel (ur. 11 lipca 1694 w Paryżu, zm. 14 czerwca 1752 tamże) – francuski malarz, manierzysta, nadworny malarz królewski. Zajmował się także tworzeniem komedii i dramatów.